# Stefan Rosiński (ekonomista)
Stefan Leon Sławomir Rosiński (ur. 20 lutego 1888 w Radomiu, zm. 16 grudnia 1964 w Poznaniu) – polski ekonomista, profesor Uniwersytetu Poznańskiego, profesor i dziekan Wydziału Handlu Akademii Handlowej w Poznaniu, w latach 1945–1949 jej prorektor; działacz niepodległościowy, urzędnik państwowy.

## Życiorys
Był synem Marcelego Rosińskiego, pracownika notarialnego; i Elżbiety z domu Czajkowskiej.
Po ukończeniu szkoły powszechnej w Radomiu kontynuował naukę w tamtejszym gimnazjum humanistycznym, skąd po zaliczeniu czterech klas przeniósł się w 1903 roku do cesarskiego Gimnazjum Aleksandrowskiego w Rydze. Tam w lipcu 1907 roku uzyskał maturę.
W latach nauki szkolnej rozpoczął działalność w tajnych polskich organizacjach niepodległościowych. W latach 1905–1908 kierował Związkiem Młodzieży Polskiej „Przyszłość”. Następnie, od 1909 roku, był członkiem Związku Młodzieży Polskiej „Zet”. Od 1910 roku należał do „Koła Braci” Zetu w Monachium, które w organizacji stanowiło wyższy stopień. Pełnił funkcję przewodniczącego Koła Zetowego i był członkiem władz Związku.
W 1909 roku rozpoczął studia z ekonomii politycznej na Wydziale Filozoficznym Uniwersytetu Lwowskiego. W 1910 roku przeniósł się na Królewski Uniwersytet Ludwika Bawarskiego w Monachium, gdzie na Wydziale Nauk Ekonomiczno-Społecznych kontynuował studia m.in. pod kierunkiem profesorów Lujo Brentano i Walthera Lotza. W 1914 roku uzyskał tam stopień doktora na podstawie pracy Der Getreidehandel im Königreich Polen und die deutschen Getreidezölle napisanej pod kierunkiem prof. Lotza. Praca została wydana drukiem w 1916 roku. Ponadto Stefan Rosiński w latach 1910–1919 opublikował szereg artykułów dotyczących polityki i gospodarki.
W czasie I wojny światowej brał udział w pracach naukowych organizowanych przez Naczelny Komitet Narodowy i przez Centralne Towarzystwo Rolnicze w Warszawie, w którym w latach 1917–1919 był kierownikiem Wydziału Społeczno-Ekonomicznego. Uczestniczył w Zjeździe Politycznym Wychodźstwa w Rosji w lipcu 1917 w Moskwie i został wybrany do Komisji Organizacyjnej.
W 1916 roku poślubił malarkę Zofię Dziurzyńską. W 1919 roku zamieszkał w Poznaniu i podjął pracę w Ministerstwie byłej Dzielnicy Pruskiej jako Naczelnik Wydziału Polityki Gospodarczej, a następnie od lutego 1920 roku jako szef Departamentu Przemysłu i Handlu.
We wrześniu 1920 roku rozpoczął pracę na Uniwersytecie Poznańskim (UP) jako zastępca profesora, i objął stanowisko zastępcy kierownika Katedry Ekonomiki Szczegółowej i Polityki Ekonomicznej. Prowadził wykłady z polityki handlowej, nauki o pieniądzu i kredycie, historii doktryn i metod ekonomicznych, a od 1938 także z ekonomii politycznej. Od 1928 roku prowadził ogólny kurs ekonomii politycznej na Wydziale Rolniczo-Leśnym UP.
W 1926 roku równolegle podjął pracę dydaktyczną na nowo powstałej Wyższej Szkole Handlowej w Poznaniu. Wszedł tam, jako delegat Rady Profesorów, w skład Kuratorium „sprawującego opiekę” nad uczelnią, podejmującego decyzje w sprawach organizacji studiów, wyposażenia i finansów.
W 1930 habilitował się w zakresie ekonomii i polityki ekonomicznej na podstawie rozprawy Problem działania ceł w teorii ekonomii. W swej pracy rozważał gospodarczą rolę ceł z uwzględnieniem teorii cen i teorii podziału dochodu społecznego. Równocześnie uzyskał na Uniwersytecie Poznańskim docenturę. W 1934 roku został mianowany profesorem nadzwyczajnym w Wyższej Szkole Handlowej i powołany na Katedrę Ekonomii Społecznej. W maju 1939 roku objął obowiązki zastępcy prorektora uczelni, przemianowej uprzednio na Akademię Handlową. Do 1939 roku Stefan Rosiński wykładał w WSH/AH naukę o pieniądzu i kredycie, a od 1938 także ekonomię polityczną.
W 1921 roku został członkiem Poznańskiego Towarzystwa Przyjaciół Nauk, w którym w 1927 roku wszedł w skład Komisji Nauk Społecznych. Był członkiem Komisji Morskiej Instytutu Bałtyckiego. W latach 1929–1935 był radcą Izby Przemysłowo-Handlowej w Poznaniu. W latach 1920–1923 i 1933–1939 był redaktorem działu ekonomicznego Ruchu Prawniczego, Ekonomicznego i Socjologicznego. W latach 1936–1939 opracowywał hasła do Encyklopedii Nauk Politycznych.
W 1939 roku, po wkroczeniu wojsk niemieckich do Poznania, poprzez niemiecki obóz przejściowy dla wysiedlanej ludności polskiej na Głównej został wysiedlony do Krakowa, gdzie aż do końca wojny pracował w Zarządzie Głównym Banku Emisyjnego w Polsce.
Wczesną wiosną 1945 powrócił do Poznania, gdzie mianowany jeszcze w tym samym roku profesorem nadzwyczajnym ekonomii politycznej na Uniwersytecie Poznańskim podjął wykłady i objął Katedrę Ekonomii I. W latach 1949–1952 wraz z Janem Zdzitowieckim prowadził jako dyrektor Zakład Nauk Ekonomicznych Uniwersytetu Poznańskiego. W 1954 roku uzyskał tytuł profesora zwyczajnego UP.
Równocześnie podjął ponownie wykłady na Akademii Handlowej w Poznaniu, gdzie od 1945 roku był profesorem zwyczajnym. W latach 1945–1950 kierował tam Katedrą Ekonomii Politycznej, w latach 1945–1949 był prorektorem uczelni. Był także stałym, aktywnym członkiem Rady Profesorów, zajmującej się „organizacją studiów, doborem treści nauczania, pracą wychowawczą z młodzieżą oraz doborem kadry nauczającej”. W  roku akademickim 1950/1951, po przekształceniu Akademii Handlowej na wielowydziałową Wyższą Szkołę Ekonomiczną, pełnił funkcję dziekana nowo utworzonego Wydziału Handlu. Zorganizował i uruchomił Katedrę Finansów i Kredytu, którą kierował do marca 1952 roku. Uczestniczył także w pracach Kuratorium. W marcu 1952 WSE rozwiązała  z nim stosunek służbowy z powodu braku „klasowego” ujęcia treści prowadzonych wykładów.
W latach 1945–1947 zasiadał w Komisji Rewizyjnej Poznańskiego Towarzystwa Przyjaciół Nauk, od 1958 roku był członkiem Wydziału Historii i Nauk Społecznych PTPN. Od 1946 był członkiem Oddziału Polskiego Towarzystwa Ekonomicznego w Poznaniu i uczestniczył w Radzie Naukowej tej organizacji w Warszawie.
W latach 1945–1948 był redaktorem Roczników Akademii Handlowej w Poznaniu. Z jego wykładów ukazały się skrypty akademickie.
We wrześniu 1960 przeszedł na emeryturę.
Zmarł 16 grudnia 1964 w Poznaniu i został pochowany na cmentarzu na Junikowie.

## Odznaczenia
- Medal Dziesięciolecia Odzyskanej Niepodległości (1928)[1]
- Medal Niepodległości (1931)[1][2]
- Brązowy Medal za Długoletnią Służbę (1938)[1]
- Odznaka „Za walkę o Szkołę Polską” (przed 1940)[1]